# Svenska Landhockeyförbundet
De Svenska Landhockeyförbundet (SLHF) is de koepelorganisatie in Zweden voor de beoefening van het hockey. De SLHF organiseert het hockey in Zweden en vertegenwoordigt het Zweedse hockey op internationale sportevenementen.
De bond is opgericht in 1975 en is lid van de Fédération Internationale de Hockey. Anno 2015 telde de bond 1.317 leden, verspreid over 25 verenigingen. 

## Nationale ploegen
- Zweedse hockeyploeg (mannen)
- Zweedse hockeyploeg (vrouwen)

## Ledenaantallen
Hieronder de ontwikkeling van het ledenaantal en het aantal verenigingen:
| Jaar | Aantal leden | Aantal verenigingen |
| ---- | ------------ | ------------------- |
| 2016 |              | 28                  |
| 2015 | 1.317        | 25                  |
| 2014 | 1.214        | 25                  |
| 2013 | 3.347        | 23                  |
| 2012 | 4.400        | 26                  |
| 2011 | 4.461        | 26                  |
| 2010 | 4.283        | 26                  |
| 2009 | 2.001        | 16                  |
| 2008 | 1.698        | 14                  |
| 2007 | -            | 14                  |
| 2006 | 1.522        | 14                  |